# 大翼橙

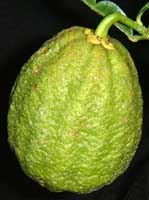
宜昌橙，其中一種大翼橙

大翼橙是柑橘屬 Citrus下的一個野生種，分布於南亞、東亞與太平洋諸島，又可再分為許多地理亞種。
大翼橙目前經研究，是柑橘、柳橙、柚子、檸檬等等這類植物最原始的品種，即目前農業上栽種的各類芸香科柑橘屬果樹都是千百年來由大翼橙慢慢改良、雜交、回交而來。

## 大翼橙的亞種
- 卡西大翼橙C. latipes
- 越南大翼橙C. macroptera var. annamensis（C. combara）
- 大翼厚皮橙C. macroptera var. kerii
- 紅河大翼橙(紅河橙)C. hongheensis